# 心理学原理
『心理学原理』(The Principles of Psychology)とは、1890年にアメリカの哲学者および心理学者であるウィリアム・ジェームズによって発表された心理学の研究書である。
1841年に生まれたジェームズはハーバード大学で医学を学び、ドイツ（当時の北ドイツ連邦）でヘルマン・フォン・ヘルムホルツから生理学の指導を受けており、医学博士となる。本書『心理学原理』はヨーロッパで医学生として勉学をする中で触れた心理学の知識から12年にわたって著された大作である。本書の公開から2年後には、要約された『心理学要論』（psychology:briefer course, 1892）が出版されている。
ジェームズは1875年にハーバード大学で心理学を教えており、アメリカで最初の実験心理学研究所を開設したことから、現代心理学の発展に寄与した心理学者として評価されている。他の著作には『信仰の哲学』、『プラグマティズム』などがある。
生物一般の活動には習慣の存在が認められると指摘する。ジェームズは生理学的観点から習慣を神経系における一定の経路が連続的に活性化することだと定義し、これには習慣性を伴っていると論じた。しかしながら、人間には他の生物と異なる重要な差異があり、それは多様な欲望を持つということである。したがって人間は動物にはない意識によって習慣を形成することを余儀なくされる。欲望を達成するために意識的に行動することによって脳は発達していく。つまり行動を習慣化することの意義は人格形成にまで及ぶものと考えることができる。
心理学を個別的な自己を問題とする学問であると捉え、感情一般や思考一般を抽象的な概念として論考するのではないと考えた。人間にとって心理学の関心は普遍的な原理を知ることではなく、自身の心理を理解するためであると述べている。そして人間が自己と他者に世界を分断して認識しており、自己以外の他者を認識し続ける生理的実感を心理として把握している。これは時間や環境によって常に流動的な実感であり、感受性は変化し続けるものであると考えられている。例えばある事柄について検討を重ねると、自分の思考が抜本的に変化することがある。これは思考が常に流動することによって絶え間ない変化に対応する世界に対処するための人間の性質である。

## 邦訳書
心理学原理（完全な邦訳書は存在しない）
- 福来友吉, 香川鉄蔵 訳『自我と意識』弘学館書店、1917年。第1、7、8、9、10章の訳。
- 松浦孝作 訳『心理學の根本問題』三笠書房〈現代思想新書6〉、1940年。第4、10章の訳。
- 今田恵 編訳『ウィリアム・ジェームズの心理思想と哲学』世界大思想全集15、河出書房、1956年。pp. 131-286が第1章から8章の訳にあたる。

心理学要論（『心理学原理』の短縮版）
- W.ジェームズ著、今田寛訳『心理学（上・下）』（岩波文庫）、1992年。